# Delaco
Delaco este unul dintre principalii distribuitori de produse lactate pentru marile rețele de magazine din România. Compania este situată în Codlea, județul Brașov și a fost înființată în anul 1996. Intre anii 1996 si 2000 Delaco s-a concentrat pe productia si comercializarea de produse lactate dupa care activitatea de productie a fost externalizata catre furnizori din Romania si din alte tari europene.
Din anul 2010, Delaco face parte din grupul Savencia, unul dintre cei mai mari jucatori din piata mondiala de branzeturi, cu expertiza incontestabila in domeniul specialitatilor de branza.
De-a lungul timpului, pe langa marca Delaco, in portofoliul distribuit de companie au intrat produse din gama Zott (iaurturi,deserturi si branzeturi), Bergader (branzeturi specialitati), Joya (alternative pentru produsele lactate), Lurpak (unt), Castello, Ile de France (specialitati frantuzesti de branza), Milkana (brandul numarul 1 de branza topita din Germania).
Ambasadorul marcii Delaco este Toni Delaco, cel mai mare fan branza Arhivat în 28 ianuarie 2013, la Wayback Machine. din Romania.
Număr de angajați în anul 2008: 370
Cifra de afaceri:
- 2008: 50 milioane euro[3]
- 2007: 37 milioane euro[3]